# 米哈伊利夫卡 (弗拉迪伊夫卡市鎮)
47°48′11″N 30°31′51″E / 47.80306°N 30.53083°E
米哈伊利夫卡（烏克蘭語：Михайлівка）是位於烏克蘭南部的村莊，由尼古拉耶夫州五一城區的弗拉迪伊夫卡市鎮負責管轄。該村始建於1869年，面積0.37平方公里，海拔高度152米，2001年人口106，人口密度每平方公里286.5人。